# Indrek Zelinski
Pour les articles homonymes, voir Zelinski.
Indrek Zelinski (né le 13 novembre 1974 à Pärnu en RSS d'Estonie), dit Igor, est un joueur de football estonien qui a notamment évolué au FC Flora Tallinn, à l'AaB Ålborg, au Levadia Tallinn, et également en équipe nationale d'Estonie. Il évolue au poste d'attaquant.
Après avoir mis fin à sa carrière professionnelle en 2009, il s'engage en 2010 avec le club d'Eesti Koondis qui évolue en 4e division estonienne.

## Carrière

### Internationale
Ce joueur possède 102 sélections et 27 buts avec l'Estonie entre 1994 et 2007. Il obtient une 103e sélection en 2010 à l'occasion d'adieux organisés par le sélectionneur.

## Palmarès
- FC Flora Tallinn
  - Championnat d'Estonie (5) : 1993/94, 1994/95, 1997/98, 1998, 2001
  - Coupe d'Estonie (1) : 1997/98
  - Supercoupe d'Estonie (1) : 1998

- FC Levadia Tallinn
  - Championnat d'Estonie (4) : 2006, 2007, 2008, 2009
  - Coupe d'Estonie (2) : 2005, 2007